# Adolphe de Nassau (1540-1568)
Pour les articles homonymes, voir Adolphe de Nassau (homonymie).
Adolphe de Nassau (en néerlandais Adolf van Nassau), né le 11 juillet 1540 à Dillenburg et mort le 23 mai 1568 à Heiligerlee, est un noble néerlandais, fils de Guillaume de Nassau-Dillenbourg et frère de Guillaume Ier d'Orange-Nassau (Guillaume le Taciturne).
Il meurt lors de la bataille de Heiligerlee, dès le début du soulèvement des Pays-Bas contre Philippe II, soulèvement à l'origine de la création des Provinces-Unies en 1581.

## Biographie

### Origines familiales et formation
Il est le quatrième fils de Guillaume de Nassau-Dillenbourg et Juliana de Stolberg.
Il a le rang nobiliaire de comte (graaf), bien moindre que celui de Guillaume, qui est prince d'Orange.
Il fait des études à Wittemberg, ville centrale du luthéranisme, où Martin Luther (1483-1546) a longtemps vécu et d'où il a lancé la Réforme en 1517.

### Premiers combats
Adolphe combat en 1566 contre l'armée de l'Empire ottoman, qui est alors encore menaçant, jusqu'à la bataille de Lépante en 1571. 

### Le soulèvement des Pays-Bas (1566-1567)
En 1566, éclate la révolte des Gueux (mai), puis le mouvement de la furie iconoclaste des calvinistes extrémistes (août).
Guillaume d'Orange (1533-1584), membre du conseil d'État des Pays-Bas, se réfugie en Allemagne en avril 1567, alors que marche vers les Pays-Bas l'armée de Ferdinand de Tolède, duc d'Albe, envoyé par Philippe II.
Le duc d'Albe arrive à Bruxelles en août 1567 et instaure un régime de répression (Conseil des troubles), faisant arrêter deux proches de Guillaume, les comtes d'Egmont et de Hornes, qui sont condamnés à mort en décembre 1567. Il devient gouverneur général après la démission de Marguerite de Parme.

### L'offensive de 1568
En 1568, Guillaume d'Orange lance depuis l'Allemagne une offensive contre l'armée du duc d'Albe.
Adolphe participe à cette offensive sous les ordres de son frère Louis (1538-1574), dont l'armée attaque dans le nord des Pays-Bas.

### La bataille de Heiligerlee
Le 23 mai, l'armée de Louis de Nassau rencontre l'armée espagnole, commandée par Jean de Ligne, à Heiligerlee, village de la province de Groningue.
Après que les troupes néerlandaises ont pris au piège les troupes espagnoles, Adolphe lance une charge. Se trouvant au milieu des troupes espagnoles, il est tué par Jean de Ligne, qui lui-même est tué peu après. Heiligerlee est une victoire pour Guillaume d'Orange, mais dans l'ensemble l'offensive de 1568 est un échec (défaite de Jodoigne).
On ne sait pas ce qu'il est advenu du corps d'Adolphe de Nassau.

## Le monument commémoratif de Heiligerlee

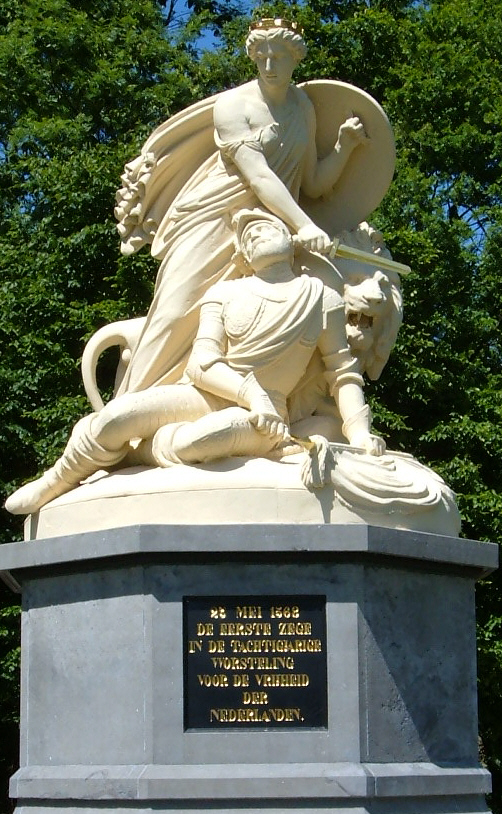
Monument de la Bataille de Heiligerlee.

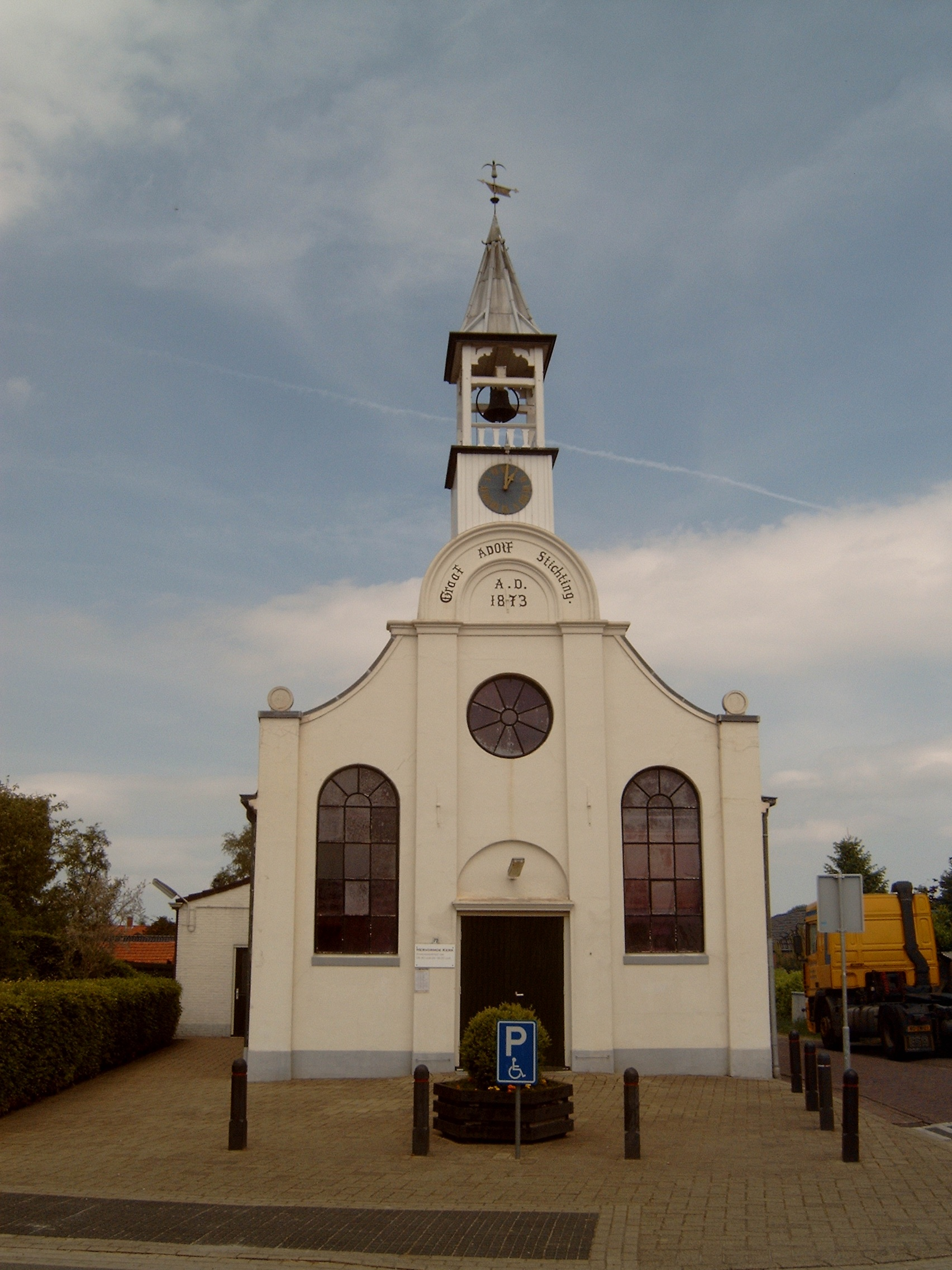
L'église « Graaf Adolf » de Heiligerlee.

Un monument à sa mémoire a été élevé dans la ville d'Heiligerlee. C'était d'abord une colonne avec une urne, puis, en 1826, un monument plus important portant l'inscription Den overwonnen held Graaf Adolf van Nassau hier ten plaatse voor ’s lands vrijheid gesneuveld den 23e Mei 1568 (« Au héros vaincu, le Comte Adolphe de Nassau, tué à cet endroit le 23 mai 1568 pour la liberté du pays »).
Mal entretenu, il tombe en ruines. Aussi, en 1868, pour le trois-centième anniversaire de la bataille d'Heiligerlee, un concours est organisé afin d'en élever un nouveau. Le peintre J.H. Egenberger et l'architecte P. Schenkenberg van Mierop remportent ce concours, et avec l'aide du peintre belge Joseph Geefs est conçue la statue actuelle : Adolphe mourant soutenu par la vierge néerlandaise. Un différend apparaît : P. Schenkenberg van Mierop souhaite poser le monument sur une colline de pierre, mais finalement, Geefs construit un socle de 8 pieds de hauteur.
Les princes Guillaume et Henri posent la première pierre le 23 mai 1868.
Les inscriptions sont les suivantes : 
- sur la face avant du socle : « 23 mei 1568 de eerste zege in de techtigjarige worsteling voor de vrijheid der nederlanden » (« 23 mai 1568 la première victoire dans la lutte des Quatre-Vingts Ans pour la liberté des Pays-Bas ») ;
- sur le côté droit : « Graaf Adolf van Nassau bleef in den roemrijken slag » (« Le comte Adolphe de Nassau est resté dans la bataille glorieuse ») ;
- sur la gauche : « Oranje met Nederland verbonden » (« Orange et Pays-Bas liés ») ;
- à l'arrière : « 25 mei 1868. Door het nageslacht den vaderen gewijd » (« 25 mai 1868 Consacré par la descendance des pères »).

L'hymne national néerlandais, le Wilhelmus lui rend hommage dans le quatrième couplet : « Graef Adolff is ghebleven/In Vriesland in den slaech/Syn Siel int ewich Leven/Verwacht den Jongsten dach » (« Le comte Adolphe est tombé, en Frise au combat, son âme dans la vie éternelle attend le dernier jour »).